# 塀流通留
塀流 通留（へいながれ とおる）は、日本のライトノベル作家。神奈川県出身。

## 来歴
2014年、第10回MF文庫Jライトノベル新人賞優秀賞を受賞し作家デビューした。受賞した4作品の中で最も「読者を想定していた」と評価された。

## 作品
- 『逃奏劇リアクターズ』（『MF文庫J』イラスト：をん）
  1. 『逃奏劇リアクターズ1 阿頼耶識冥清の非日常』 2014年11月25日発売 ISBN 978-4-04-067175-8
  2. 『逃奏劇リアクターズ2 阿頼耶識冥清の死祭』 2015年2月25日発売 ISBN 978-4-04-067397-4
  3. 『逃奏劇リアクターズ3 友崎友巳の再誕』 2015年6月25日発売 ISBN 978-4-04-067687-6
- 『突然ですが、お兄ちゃんと結婚しますっ！』（『MF文庫J』イラスト：ねぶそく）
  1. 『突然ですが、お兄ちゃんと結婚しますっ！ そうか、布団なら敷いてあるぞ。』 2017年3月25日発売 ISBN 978-4-04-069146-6
  2. 『突然ですが、お兄ちゃんと結婚しますっ！2 わかった、指輪のサイズを教えてくれ。』 2017年7月25日発売 ISBN 978-4-04-069341-5
  3. 『突然ですが、お兄ちゃんと結婚しますっ！3 わかった、とりあえずみそ汁を作ってくれ。』 2017年10月25日発売 ISBN 978-4-04-069558-7
- 『この男子校には俺以外女子しかいない』（『MF文庫J』イラスト：ねぶそく）、 2020年2月25日発売 ISBN 978-4-04-064441-7